# Çakaldoğanlar, Salihli
Çakaldoğanlar là một xã thuộc huyện Salihli, tỉnh Manisa, Thổ Nhĩ Kỳ. Dân số thời điểm năm 2011 là 408 người.